# Limenitis daraxa
Limenitis daraxa är en fjärilsart som beskrevs av Doubleday 1848. Limenitis daraxa ingår i släktet Limenitis och familjen praktfjärilar. Inga underarter finns listade i Catalogue of Life.